# Station Pau
Station Pau is een spoorwegstation in de Franse gemeente Pau.